# Америкс, Карл
Карл Петер Америкс (англ. Karl Peter Ameriks, 5 ноября 1947, Мюнхен, ФРГ — 28 апреля 2025, Мишавока, США) — американский философ. Он был почётным профессором философии имени Макмэхона-Хэнка в Университете Нотр-Дам. 

## Образование и карьера
Америкс учился в Йельском университете, где получил степень бакалавра гуманитарных наук с отличием (1969), а также степень доктора философии (1973), защитив диссертацию под руководством Карстена Харриса. В 1973 году он вошёл в преподавательский состав Университета Нотр-Дам и преподавал там более сорока лет.
Он считался одним из выдающихся исследователей философии Иммануила Канта и написал множество трудов по истории западной философии XIX века и континентальной философии. Америкс был соредактором серии «Кембриджские тексты по истории философии». В 2009 году он был избран членом Американской академии искусств и наук.